# 야뉘스 헨리퀴스 돈케르 퀴르티위스

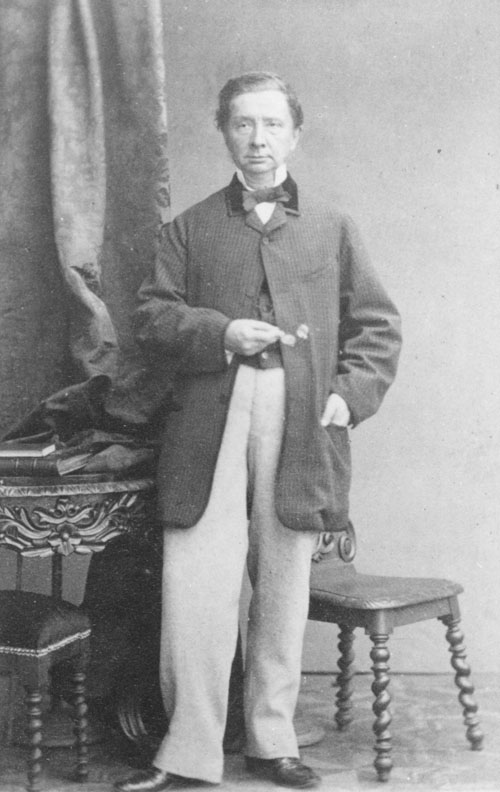
쿠르티우스

야뉘스 헨리퀴스 돈케르 퀴르티위스(네덜란드어: Janus Henricus Donker Curtius, 1813년 4월 12일 ~ 1879년 11월 27일)는 네덜란드의 외교관이다. 막말에 네덜란드의 외교관을 마지막으로 지냈다.

## 생애
1813년 4월 21일, 네덜란드 아른험에서 태어났다. 네덜란드령 인도네시아의 자와섬으로 건너가, 바타비아 고등법원의 평정관, 고등군사법원 의관을 지냈으며, 1852년 7월 나가사키를 통해 일본을 찾아, 데지마의 오란다 상관장이 되었다. 1855년 8월부터는 주일 네덜란드 이사관도 겸임했다.
네덜란드 동인도 회사 총독의 훈령에 따라, 나가사키 부교와 교섭을 하게 되었다. 나가사키 해군 전습소의 설립, 네덜란드 해군 사관들의 초빙, 후미에의 폐지 등에 관여했다. 1857년에는 일본어 문법서를 썼고, 유선식 실용 장거리 전신 실험을 하기도 했다.
1860년, 네덜란드로 돌아와 일본에 있던 동안 수집한 서적들을 레이던 대학교에 기증하였다. 1879년 11월 27일, 고향 아른험에서 숨을 거두었다.

## 같이 보기
- 데지마